# Xử Nữ (chòm sao)
Thất Nữ(室女) hay Xử Nữ (處女) hoặc Trinh Nữ (貞女) (tiếng Latinh: Virgo (Biểu tượng: ♍) để chỉ một trinh nữ), là chòm sao nằm trong hoàng đạo. Nằm giữa Sư Tử (Leo) về phía tây và Thiên Bình (Thiên Xứng hay Libra) về phía đông, nó là một trong những chòm sao lớn nhất của bầu trời. Nó có thể dễ dàng tìm thấy thông qua ngôi sao sáng nhất của nó là α Vir Alpha Virginis (Spica) trong chòm sao Giác - theo thiên văn học Trung Quốc.

## Các đặc trưng nổi bật
Ngôi sao đáng chú ý nhất trong chòm sao Thất Nữ là sao Giác tức Spica (α Vir), nó đôi khi được coi như là bông lúa trong tay Thất Nữ. Sao Giác làm cho người ta dễ dàng xác định được chòm sao Thất Nữ, do nó có thể tìm thấy bằng cách nối đường cong của Gấu Lớn (Ursa Major) tới Arcturus trong chòm Mục Phu (Boötes) và tiếp tục theo đường cong này một khoảng tương tự sẽ tới sao Giác.
Các sao sáng khác trong chòm sao Thất Nữ còn có Zavijah (β Vir), Porrima (γ Vir), Auva (δ Vir) và Vindemiatrix (ε Vir). Các sao mờ hơn đã được đặt tên có Heze (ζ Vir), Zaniah (η Vir), Syrma (ι Vir) và Rijl al Awwa (μ Vir).
Ngôi sao 70 Virginis là một hệ thống hành tinh ngoài Hệ Mặt Trời với một hành tinh đã được xác nhận là có khối lượng bằng khoảng 6,6 lần khối lượng của Sao Mộc.

## Các thiên thể nổi bật
Vì sự hiện diện của cụm thiên hà (hay được gọi là cụm Virgo) trong ranh giới của nó từ 5° đến 10° về phía tây của Vindemiatrix (ε Vir), chòm sao này là có rất nhiều các thiên hà.
Một số ví dụ như M49 (elíp), M58 (xoắn ốc), M59 (elíp), M60 (elíp), M61 (xoắn ốc), M84 (elíp), M86 (elíp), M87 (elíp và là nguồn bức xạ nổi tiếng) hay M90 (xoắn ốc). Có một thiên hà không thuộc về cụm nói trên là M104, một thiên hà elíp, còn được gọi là Thiên hà Sombrero. Nó nằm ở khoảng 10° về phía tây của sao Giác (Spica).

## Các sao
Các sao với tên gọi riêng:
- Spica [Spica Virginis] hay Azimech hay Alaraph (67α Vir) 0,98
< spīca virginis  bông lúa mì của Trinh Nữ
< ? as-simak al-a'zal  Người không được bảo vệ?
< (?) Người hái nho

- Zavijava [Zavijah, Zavyava, Zawijah] hay Alaraph (hay Minelauva, xem δ Vir) (β Vir) 3,61
< زاوية العوى  zāwiyat al-cawwa’ Chỗ ở của con chó đang sủa [Có lẽ ám chỉ cũi chó?]

- Porrima hay Arich (29/γ Vir) – sao đôi 2,74 và 3,68

- Auva [Al Awwa] hay Minelauva (43/δ Vir) 3,39
< عوى  cawwa’ ?

- Vindemiatrix [Vendemiatrix] hay Vindemiator hay Almuredin hay Alaraph hay Provindemiator hay Protrigetrix hoặc Protrygetor (47/ε Vir) 2,85
< vindēmiātrix, vindēmitor Người hái nho (nữ)

- Heze (79/ζ Vir) 3,38

- Zaniah (15/η Vir) 3,89
< زاوية  zāwiyah chỗ ở, một góc

- Syrma (99/ι Vir) 4,07
< سرما (تطريز)  sirmā đuôi áo

- Khambalia (100/λ Vir) 4,52
< (?) Vuốt cong?

- Rijl al Awwa (107/μ Vir) 3,87
< رجل العوى  rijl al-cawwa’  Chân của con chó đang sủa

Các sao theo danh pháp Bayer:
51/θ Vir 4,38; 98/κ Vir 4,18; 3/ν Vir 4,04; 2/ξ Vir 4,84; 9/ο Vir 4,12; 8/π Vir 4,65; 30/ρ Vir 4,88; 60/σ Vir 4,78; 93/τ Vir 4,23; 102/υ Vir 5,14; 26/χ Vir 4,66; 105/φ Vir 4,81; 40/ψ Vir 4,77; 1/ω Vir 5,24; 7/b Vir 5,36; 16/c Vir 4,97; 31/d1 Vir 5,57; 32/d2 Vir 5,22; 59/e Vir 5,19; 25/f Vir 5,88; g Vir 5,57; 76/h Vir 5,21; 68/i Vir 5,27; 44/k Vir 5,79; 74/l Vir 4,68; 82/m Vir 5,03; 78/o Vir 4,92; 90/p Vir 5,16; 21/q Vir 5,48; y Vir 5,92; 4/A1 Vir 5,31; 6/A2 Vir 5,58
Các sao theo danh pháp Flamsteed:
10 Vir 5,95; 11 Vir 5,72; 12 Vir 5,85; 13 Vir 5,90; 17 Vir 6,46; 20 Vir 6,29; 27 Vir 6,22; 28 Vir 6,81; 33 Vir 5,65; 34 Vir 6,11; 35 Vir 6,42; 37 Vir 6,02; 38 Vir 6,11; 41 Vir 6,25; 46 Vir 5,99; 48 Vir 6,62; 49 Vir 5,15; 50 Vir 5,95; 53 Vir 5,04; 54 Vir 6,26; 55 Vir 5,31; 56 Vir 6,95; 57 Vir 5,21; 61 Vir 4,74 – gần; 62 Vir 6,73; 63 Vir 5,36; 64 Vir 5,89; 65 Vir 5,88; 66 Vir 5,76; 69 Vir 4,76; 70 Vir 4,97 – có hành tinh; 71 Vir 5,65; 72 Vir 6,10; 73 Vir 6,01; 75 Vir 5,52; 77 Vir 7,12; 80 Vir 5,70; 83 Vir 5,55; 84 Vir 5,35; 85 Vir 6,18; 86 Vir 5,50; 87 Vir 5,41; 89 Vir 4,96; 92 Vir 5,90; 94 Vir 6,54; 95 Vir 5,46; 96 Vir 6,45; 101 Vir 5,84; 104 Vir 6,18; 106 Vir 5,42; 108 Vir 5,68; 109 Vir 3,73; 110 Vir 4,39
Các sao đáng chú ý khác:
- Ross 128 (FI Vir) 11,12 – sao nhấp nháy; gần
- Wolf 424 – sao đôi 13,04 và 13,30; sao nhấp nháy; gần
- DT Vir 9,75 – sao biến thể; gần
- EQ Vir 9,31 – sao nhấp nháy; gần
- FL Vir 13,30 – sao nhấp nháy; gần
- HD 114783 7,57 – có hành tinh
- HD 130322 8,05 – có hành tinh
- PSR 1257+12 – sao xung (pulsar); có 3 hành tinh.

## Thần thoại
Thất Nữ (Virgo) chính xác là ai không phải là một điều chắc chắn; trong lịch sử nó đã được gắn với gần như mọi nữ thần nổi tiếng, bao gồm Ishtar, Isis, Cybele và Athena. Virgo cũng có thể là điểm đặc trưng cùng với Gấu Lớn và Gấu Nhỏ là một phần của nguồn gốc của thần thoại về Callisto, hoặc chính là Callisto hoặc là Hera. Persephone (người trong một số thần thoại, chủ yếu là thần thoại Eleusis, được coi là con của Demeter) cũng hay được nhắc đến. Virgo chủ yếu nhìn thấy trong các tháng mùa xuân, người ta cho rằng nàng đã chui lên từ âm phủ.
Theo một diễn giải, chòm sao này là Astraea, cô con gái còn trinh nguyên của thần Zeus và nữ thần Themis. Astraea được biết như là nữ thần công lý, và được xác định như là chòm sao này vì sự hiện diện của chiếc cân công lý gần đó Thiên Xứng, và được cho là cai quản thế giới từ một nơi cho đến khi loài người trở nên nhẫn tâm với nhau và nàng đã trở về trời với một sự ghê tởm.

## Chiêm tinh học
Xem chi tiết tại cung chiêm tinh Xử Nữ
Cung chiêm tinh Xử Nữ của phương Tây trong chiêm tinh chí tuyến (23 tháng 8-22 tháng 9) khác với chòm sao thiên văn cũng như cung chiêm tinh thiên văn của người Hindu (16 tháng 9-30 tháng 10).